# سنبل‌آباد (سلطانیه)
سنبل‌آباد (سلطانیه)، روستایی از توابع بخش مرکزی شهرستان سلطانیه، استان زنجان و ایران است. این روستا در دهستان سنبل آباد قرار دارد و مرکز این دهستان است. ارتفاع این روستا از سطح دریا حدود ۱۷۹۶ متر است.

## جمعیت
این روستا در دهستان سنبل آباد قرار دارد و براساس سرشماری مرکز آمار ایران در سال ۱۳۸۵، جمعیت آن ۷۷۲ نفر (۱۹۱خانوار) بوده‌است.